# Pio V. Corpuz

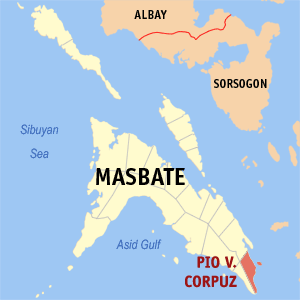
Bản đồ Masbate với vị trí của Pio V. Corpuz

Pio V. Corpuz là một đô thị hạng 4 ở tỉnh Masbate, Philippines. Theo điều tra dân số năm 2015 của Philipin, đô thị này có dân số 23.236 người trong.

## Các đơn vị hành chính
Pio V. Corpuz được chia ra 18 barangay:
- Alegria
- Buenasuerte
- Bugang
- Bugtong
- Bunducan
- Cabangrayan
- Calongongan
- Casabangan
- Guindawahan
- Labigan
- Lampuyang
- Mabuhay
- Palho
- Poblacion
- Salvacion
- Tanque
- Tubigan
- Tubog